# Arette
Arette (okzitanisch: Areta) ist eine französische Gemeinde mit 1.052 Einwohnern (Stand: 1. Januar 2022) im Département Pyrénées-Atlantiques in der Region Nouvelle-Aquitaine. Sie gehört zum Arrondissement Oloron-Sainte-Marie und zum Kanton Oloron-Sainte-Marie-1 (bis 2015: Kanton Aramits). Die Einwohner werden Arettois genannt.

## Geographie
Arette liegt etwa 36 Kilometer südwestlich von Pau an der Grenze zu Spanien. Das Gemeindegebiet wird vom Fluss Vert durchquert, an der östlichen Grenze verläuft der Gave de Lourdios. Umgeben wird Arette von den Nachbargemeinden Aramits im Norden, Issor im Nordosten, Lourdios-Ichère und Osse-en-Aspe im Osten, Lées-Athas im Südosten, Isaba (Spanien), Sainte-Engrâce im Südwesten sowie Lanne-en-Barétous im Westen.

## Geschichte
Bei einem Erdbeben 1967 wurde die Ortschaft fast vollständig zerstört.

## Bevölkerungsentwicklung
| Jahr                      | 1962 | 1968 | 1975 | 1982 | 1990 | 1999 | 2006 | 2013 |
| Einwohner                 | 1189 | 1055 | 1166 | 1117 | 1137 | 1094 | 1092 | 1045 |
| Quelle: Cassini und INSEE |      |      |      |      |      |      |      |      |

## Sehenswürdigkeiten
- Kirche Saint-Just
- Kloster aus dem 17. Jahrhundert, Monument historique seit 1968

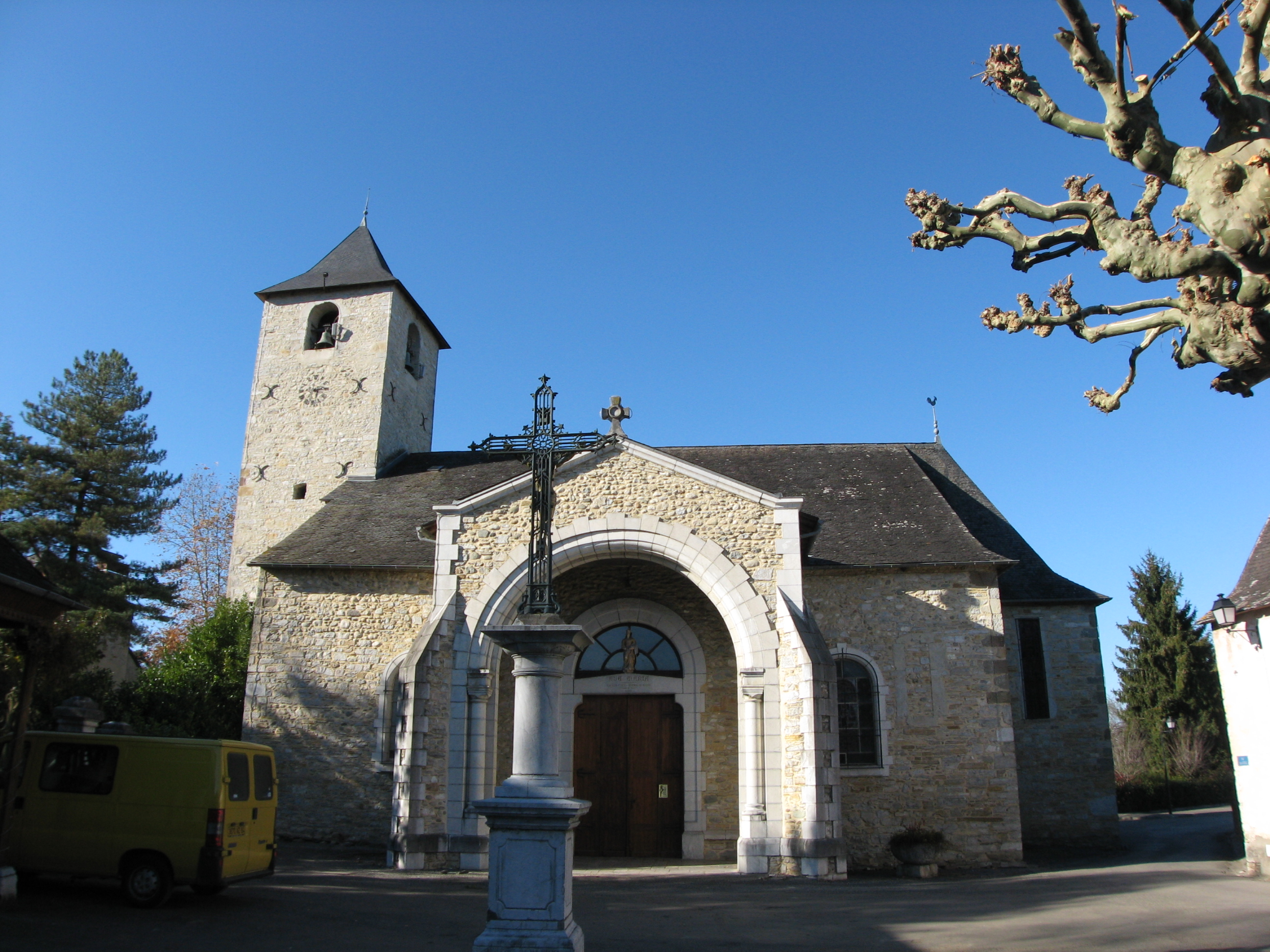
Kirche Saint-Just

## Gemeindepartnerschaften
Mit der spanischen Gemeinde Isaba im Baskenland besteht seit 1977 eine Partnerschaft, 2012 ist Arette eine Kooperation mit der spanischen Gemeinde Roncal eingegangen.